# Pfarrkirche Guntersdorf

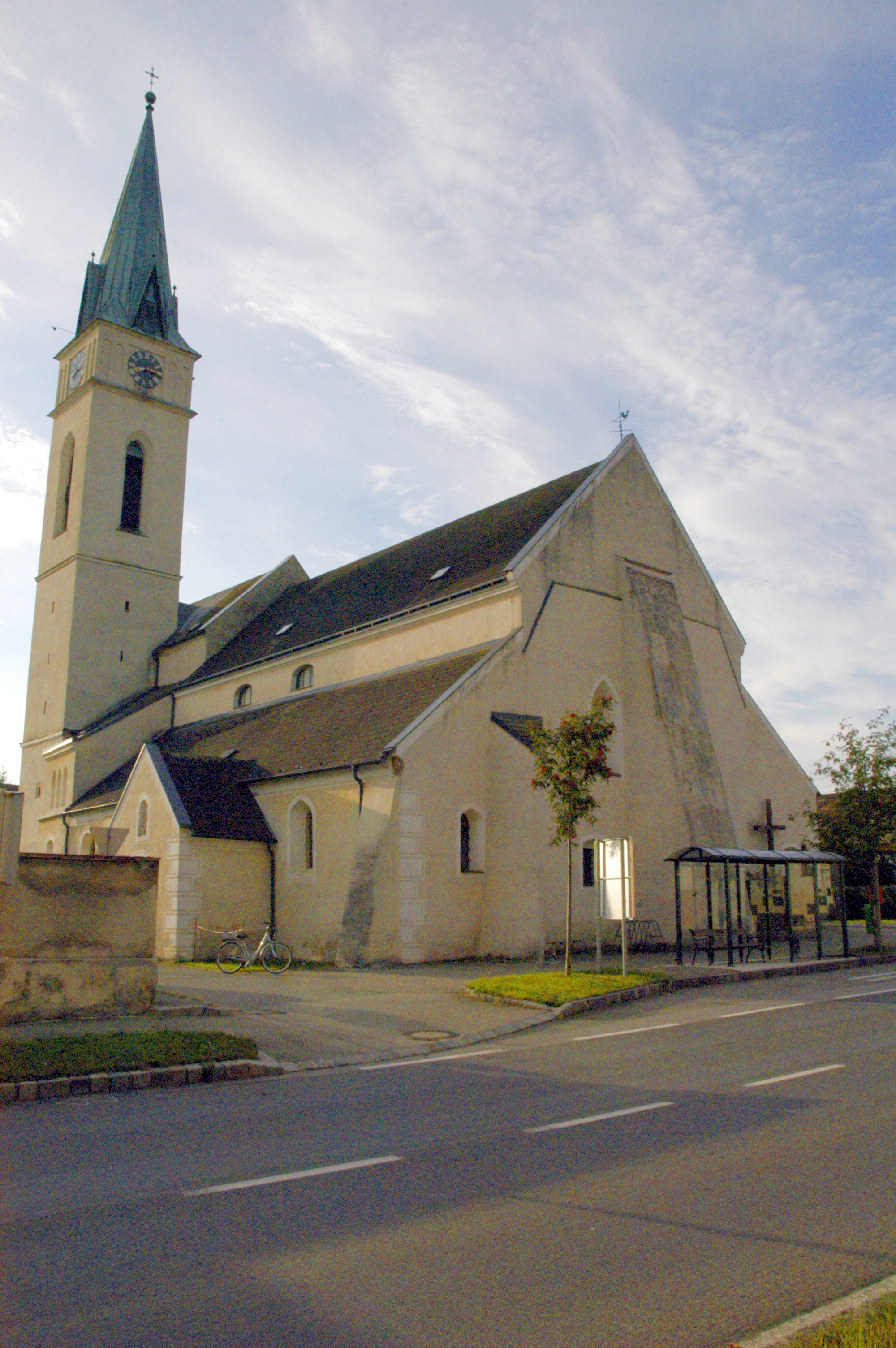
Katholische Pfarrkirche Mariä Himmelfahrt in Guntersdorf

Die Pfarrkirche Guntersdorf steht an der Durchfahrtsstraße in der Marktgemeinde Guntersdorf im Bezirk Hollabrunn in Niederösterreich. Die dem Fest Mariä Himmelfahrt geweihte römisch-katholische Pfarrkirche gehört zum Dekanat Hollabrunn in der Erzdiözese Wien. Die Kirche steht unter Denkmalschutz (Listeneintrag).

## Geschichte
Eine Pfarre als herrschaftliche Gründung wurde für das Ende des 12. Jahrhunderts angenommen und bezog sich auf die Hälfte des Ortes, 1312 wurde die zweite Hälfte von der Pfarre Wullersdorf abgetreten.
Die heutige Kirche ist eine gotische Basilika aus der Mitte des 14. Jahrhunderts.

## Architektur
Kirchenäußeres
Das basilikale Langhaus mit rundbogigen Lichtgadenluken hat hohe Rundbogenfenster und in den Seitenschiffen übergangene Spitzbogenfenster, deren gotische Maßwerke bis auf ein Fenster ausgeschlagen wurden. Die glatte Westfront zur Durchfahrtsstraße hat einen mächtigen geböschten mittigen Stützpfeiler und Spitzbogenfenster. Das schulterbogige Südportal mit einer überarbeiteten Stabrahmung entstand im Anfang des 16. Jahrhunderts. Darüber befindet sich in der Mauer eine Reliefgruppe Kruzifix mit Astkreuz mit zwei knienden Stiftern mit einer unleserlichen Inschrift wohl aus der Mitte des 14. Jahrhunderts. Nordseitig ist ein Reliefkopf aus der Mitte des 14. Jahrhunderts vermauert.
Der zweijochige Chor mit einem Fünfachtelschluss hat äußere Strebepfeiler und Spitzbogenfenster mit zweibahnigem Maßwerk mit Dreipassmotiven. Ostseitig zeigt sich ein vermauerter Abgang in eine Gruft. Nördlich am Chor steht ein dreigeschoßiger Turm mit Spitzbogenfenstern, das Untergeschoß zeigt eine Sgraffitoeckquaderung, das Glockengeschoß und der Pyramidenhelm sind wohl aus dem 19. Jahrhundert.
Außen an der Kirche ein Grabstein mit reliefiertem Kruzifix zu Wilhalmb Perger 1620. Ein Grabstein mit reliefierter Pietà und Putten aus dem 18. Jahrhundert.
Kircheninneres
Das Mittelschiff, nach 1959 mit einer Holzflachdecke versehen, ist zu den niedrigeren vierjochigen Seitenschiffen mit gedrungenen abgefasten Spitzbögen geöffnet. Der tiefe spätgotische Eingangsbereich unter der Empore ist mit gekehlten Spitzbögen zum Mittelschiff geöffnet, die Empore steht auf einem dreischiffigen längsoblongen Kreuzrippengewölbe auf längsrechteckigen Pfeilern.
Das südliche Seitenschiff, mit Kreuzrippengewölben auf Anläufen mit floralen Motiven, leeren Wappenschildchen und reliefierter Dreifaltigkeit in drei ineinandergreifenden Köpfen und Schlusssteinen mit Bindenschild, schließt östlich polygonal. Das nördliche Seitenschiff mit Kreuzrippengewölben beinhaltete in den zwei östlichen Jochen vielleicht ehemals eine Kapelle, die zwei westlichen Joche sind durch eingezogene Rundbogen davon abgesetzt.
Der eingezogene spitzbogige Triumphbogen hat in der Gewölbezone eine polygonale Auflage und überragt die Holzflachdecke des Mittelschiffes.
Der zweijochige hoch aufstrebende Chor aus der zweiten Hälfte des 14. Jahrhunderts hat Kreuzrippengewölbe auf Rundstabvorlagen mit Bündeldiensten, die Schlusssteine zeigen Christus der gute Hirte und die Taube. Die Wandgliederung des Chores ist einem von den Diensten durchstochenes Kaffgesims in zwei Zonen geteilt. Im Polygon ist rechts eine zweiteilige spitzbogige Sessionsnische und weitere kleine Nischen mit Dreipass-, Spitzgiebel- und Kielbogenform. Links im Chor steht ein schlankes steil und hoch aufragendes Sakramentshaus in Formen der Wiener Bauhütte mit der Jahresangabe 1505, das Sakramentshaus hat einen vierzonigen Aufbau mit Sockel, Tabernakel, Türmchen und Fiale, welcher bemerkenswert durch ineinandergreifende und teils freiplastische reich mit Krabben dekorierte Kielbogen- und Astwerkformen miteinander verschliefen sind.
Die Glasmalereien aus 1913/1914 zeigen Schutzengel, Aloysius, Josef, Anna, Antonius und Franziskus.

## Ausstattung
Der Hochaltar um 1700 mit einem schlanken Doppelsäulenretabel trägt die Figuren Nikolaus und Florian, auf dem gesprengten Segmentbogengiebel liegende Engelfiguren, auf dem den Retabelaufbau wiederholenden Auszug die Figuren Barbara und Katharina, und die bekrönende Figurengruppe Erzengel Michael im Kampf mit dem Teufel, über den Opfergangsportalen die Statuen Sebastian und Rochus. Der Hochaltar zeigt das Altarblatt Johannes Nepomuk vor Maria mit Kind aus dem Anfang des 18. Jahrhunderts in einer erneuerten Rahmung. Das Auszugsbild zeigt die Dreifaltigkeit. Der Tabernakel mit Baldachinaufsatz und Rocailledekor aus der ersten Hälfte des 18. Jahrhunderts hat seitlich Voluten mit Putten.
Das achtseitige spätmittelalterliche Taufbecken aus Marmor ist fragmentiert. Ein rundes wuchtiges Weihwasserbecken auf einem gedrungenen Balustersockel um 1600 ist zart reliefiert mit Kopfmasken und Akanthusornament und Wappen.
Die Orgel baute Josef Loyp (1842) mit 17 Registern.